# Gamperney-Derby
Das Gamperney-Derby war ein alpines Skirennen, das von 1931 bis 1961 in Grabs im Schweizer Kanton St. Gallen veranstaltet wurde. Im ersten Jahr nur ein Abfahrtsrennen von regionaler Bedeutung, entwickelte es sich zu einem bekannten internationalen Rennen für Herren und Damen mit über 100 Teilnehmern, bei dem neben der Abfahrt auch ein Slalom ausgetragen wurde. In seiner Geschichte musste das Derby wegen Schlechtwetters mehrmals abgesagt werden. Ein tödlicher Unfall im Jahr 1961 bedeutete schliesslich das Ende der Veranstaltung.

## Geschichte
Im Januar 1931 veranstaltete der Skiclub Grabs das erste Abfahrtsrennen vom Chapf über die Gamperneyalp nach Grabs, an dem 25 Rennfahrer aus Grabs und Umgebung teilnahmen, von denen 15 das Ziel erreichten. Der Sieger David Vetsch bewältigte die rund 10 Kilometer lange Abfahrt über 1600 Höhenmeter in 14 Minuten und 3 Sekunden. Im Ziel wurde er von rund 300 Zuschauern erwartet. Die zweite Auflage 1932, an der 41 Skifahrer teilnahmen, gewann David Zogg aus Arosa in der Zeit von 8 Minuten und 38 Sekunden. Er war einer der besten Schweizer Skirennfahrer dieser Zeit und hatte ein Jahr zuvor die damals noch als FIS-Meisterschaft ausgetragenen ersten Weltmeisterschaften im Slalom gewonnen.
Ab 1933 trug die Veranstaltung offiziell den Namen Gamperney-Derby. Neben der Abfahrt wurde ab diesem Jahr auch ein Slalom ausgetragen, womit es auch eine Kombinationswertung gab. Erstmals nahmen 1933 auch Damen teil, die ihre Abfahrt bei der Gamperney-Hütte mehrere hundert Höhenmeter unterhalb des Herrenstarts begannen. Die ersten Damenrennen (Abfahrt, Slalom und Kombination) gewann Nini Zogg, bei den Herren siegte 1933 Hans Zogg in allen drei Wettbewerben. Das Gamperney-Derby wurde zunehmend populärer und war 1934 durch die Teilnahme von österreichischen Läufern, vornehmlich aus dem benachbarten Vorarlberg, erstmals international besetzt. Die Abfahrt gewann in diesem Jahr wieder der Schweizer Hans Zogg in der neuen Rekordzeit von 7 Minuten und 20 Sekunden. 1935 nahmen bereits 131 Läufer am Derby teil, darunter allerdings nur zwei Damen. Die Damenrennen gewann Nini Zogg, bei den Herren siegten die beiden Vorarlberger Rudi Lins und Johann Maier in der Abfahrt bzw. im Slalom.
1936 musste das Derby erstmals wegen Schneemangels abgesagt und in den folgenden Jahren aus demselben Grund oder wegen Lawinengefahr oder Schlechtwetters mehrmals auf verkürzter Strecke ausgetragen werden. So geschehen auch 1939, als lediglich eine verkürzte Abfahrt gefahren werden konnte, die Niklaus Stump gewann. Während des Zweiten Weltkrieges war die Entwicklung des Derbys stark gebremst. Ab 1939 nahmen auch keine Österreicher mehr teil – der Österreichische Skiverband war im Vorjahr Teil des deutschen Verbandes geworden.
1946 kehrten die Österreicher wieder zum Derby zurück. Zwar waren die österreichischen Skirennläufer im ersten Nachkriegswinter von der Teilnahme an internationalen Wettkämpfen ausgeschlossen, doch die Vorarlberger Rennläufer erhielten eine Sondergenehmigung für den Start in Grabs, wurden aber nur in einer Gästeklasse gewertet. Weiterhin hatten die Veranstalter des Derbys mit Wetterproblemen zu kämpfen und so mussten auch in den 1940er- und 50er-Jahren die Rennen mehrmals verkürzt, verschoben oder abgesagt werden. Ab 1949 wurde die Abfahrtsstrecke generell verkürzt. Die Internationale Wettkampfordnung der FIS liess Höhendifferenzen von mehr als 1300 Metern nicht mehr zu. Im Jahr 1950 nahm eine vierköpfige deutsche Mannschaft am Derby teil. Dies war der erste Start deutscher Skirennläufer nach dem Zweiten Weltkrieg ausserhalb Deutschlands oder Österreichs. 
Der Sieg im 20. Gamperney-Derby 1951 ging an den Schweizer Karl Gamma. Bei den Damen siegte 1952 die Österreicherin Luise Jaretz und 1953 die Schweizerin Ida Schöpfer. Sie wurde ein Jahr später Weltmeisterin in der Abfahrt und in der Kombination. Die Herrenabfahrt gewann 1953 der Österreicher Otto Linher. Im Jahr 1955 war die Zahl der Zuseher bereits auf 4000 angewachsen. Am «Jubiläums-Derby», der 25. Ausgabe im Jahr 1956, nahm die Rekordzahl von 151 Startern aus den Ländern Schweiz, Liechtenstein, Österreich und Deutschland teil. Die 4300 Meter lange Abfahrt über 1200 Höhenmeter gewann der Österreicher Gebhard Hilbrand in der Zeit von 3:30,9 Minuten. Die Damenabfahrt war um 1700 Meter kürzer. Bekannte Teilnehmer des Derbys 1958 waren die Siegerin der Damenabfahrt Erika Netzer sowie die späteren Olympiasieger bzw. Weltmeister Yvonne Rüegg, Josef Stiegler und Egon Zimmermann. Ebenfalls am Start war erstmals ein Engländer, Colin Grimley, der sich überrascht zeigte, dass es keinen Lift zum Start gab. Tatsächlich gab es während des gesamten Bestehens des Derbys keine Aufstiegshilfen zum Start, was zunehmend nicht mehr dem Standard entsprach. Die Skirennläufer mussten den Aufstieg aus eigener Kraft bewältigen, wurden dabei aber oft von Jugendlichen aus dem Ort unterstützt, die gegen Entgelt die Skier zum Start trugen.
In den Jahren 1959 und 1960 musste das Derby abermals wegen Schlechtwetters abgesagt werden. Im Training des Derbys 1961 ereignete sich der erste schwere Unfall in der 31-jährigen Geschichte dieses Rennens. Ein junger Grabser Fahrer kam zu Sturz und erlitt tödliche Verletzungen. Dieser Unfall bedeutete das Ende des Derbys, es wurde danach nicht weiter ausgetragen.

## Sieger
Bekannte Namen unter den Siegern des Gamperney-Derbys sind unter anderem:
- David Zogg (SUI) 1932
- Nini Zogg (SUI) 1933
- Niklaus Stump (SUI) 1939 und weitere drei Mal bis 1947
- Resi Hammerer (AUT) 1946 in der Gästeklasse
- Karl Gamma (SUI) 1951
- Luise Jaretz (AUT) 1952
- Otto Linher (AUT) 1953
- Ida Schöpfer (SUI) 1953
- Gebhard Hilbrand (AUT) 1956
- Erika Netzer (AUT) 1958